# 伊平屋島
伊平屋島（いへやじま）は、日本の南西諸島、沖縄本島北西部の伊平屋伊是名諸島に属する島である。沖縄県島尻郡伊平屋村の主島。

## 地理
本部半島より北に約41kmに位置する細長い島で、面積20.66km2、賀陽山（標高294m）を最高峰とする山地が島内の大半を占めている。沖縄県の有人島で最も北に位置しており、鹿児島県奄美群島に属する与論島とほぼ同緯度である。与論島は東方沖、約37kmにある。
南西の野甫島とは1979年に開通した野甫大橋で接続されたが、海抜が低く波をかぶりやすいことが問題となり2004年3月25日に橋脚を高くした2代目の野甫大橋が開通した。

### 小島・岩礁
- 北瀬被岩 - 北東沖約1.2km。
- ヤーヘ岩 - 北方沖。
- 永良部石 - 島尻の北西沖約900m。

## 概要
前泊港と本部半島の今帰仁村にある運天港の間を1日2往復する村営船、フェリーいへや３が事実上、島外との唯一の交通手段である。近接する伊是名島との定期航路は存在しないが、野甫島から不定期の渡船が運航されている（前田渡船）。

## 主な施設・名所
- 伊平屋灯台
- クマヤ洞窟
- いへやの塔
- 伊平屋村立歴史民俗資料館
- 世界塩の探検館